# Sandhults socken
Sandhults socken i Västergötland ingick i Vedens härad, ingår sedan 1974 i Borås kommun och motsvarar från 2016 Sandhults distrikt.
Socknens areal är 115,2 kvadratkilometer varav 109,40 land. År 2000 fanns här 7 810 invånare.  Delar av tätorterna Borås och Sjömarken samt tätorterna Sandared, Hedared med Hedareds stavkyrka och Sandhult med sockenkyrkan Sandhults kyrka ligger i socknen.   

## Administrativ historik
Socknen har medeltida ursprung. Hedareds socken införlivades under 1800-talet.
Vid kommunreformen 1862 övergick socknens ansvar för de kyrkliga frågorna till Sandhults församling och för de borgerliga frågorna bildades Sandhults landskommun. Landskommunen inkorporerade 1952 i Bredareds landskommun och uppgick 1974 i Borås kommun. Församlingen uppgick 2018 i Sandhult-Bredareds församling.
1 januari 2016 inrättades distriktet Sandhult, med samma omfattning som församlingen hade 1999/2000.
Socknen har tillhört län, fögderier, tingslag och domsagor enligt vad som beskrivs i artikeln Vedens härad. De indelta soldaterna tillhörde Älvsborgs regemente, Vedens kompani.

## Geografi
Sandhults socken ligger nordväst om Borås med Viaredssjön i söder. Socknen har odlingsbygd vid sjön och är i övrigt en kuperad höglänt sjö- och mossrik skogsbygd som i Götsereds fjäll når 312 meter över havet.
Näs Lyckebo en by utanför Sandhult.

## Fornlämningar
En boplats och en hällkista från stenåldern är funna. Från järnåldern finns stensättningar.

## Namnet
Namnet skrevs 1380 Sandwlta och kommer från en gård. Namnet innehåller sand och hult, 'liten skog, skogsdunge'.